# Regiomontano

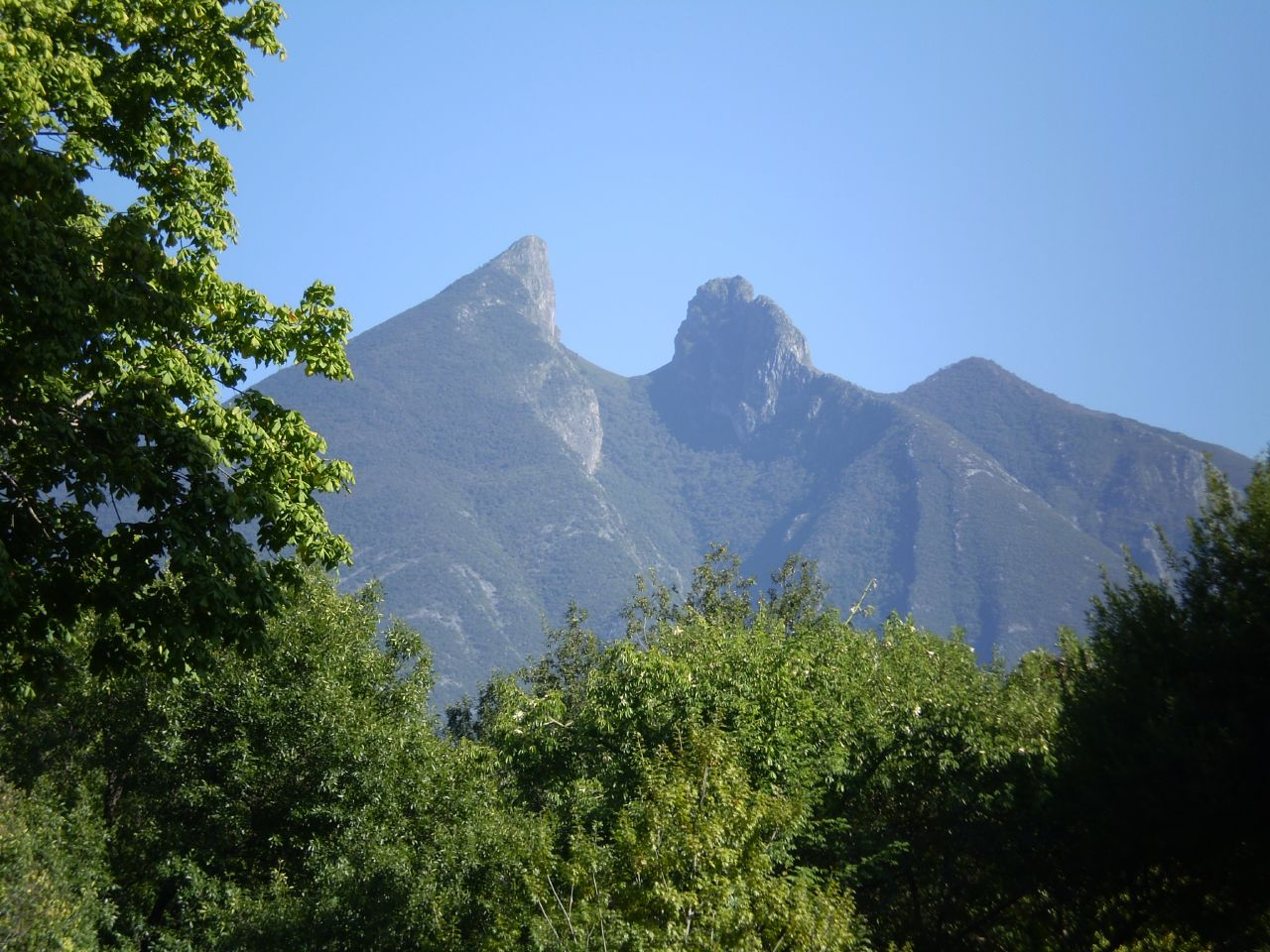
Der markante Sattelberg bei Monterrey

Regiomontano ist eine mexikanische Bezeichnung für eine (männliche) Person aus der Stadt Monterrey, der Hauptstadt des Bundesstaates Nuevo León, die das Zentrum eines der bevölkerungsstärksten Ballungsräume des Landes bildet. Eine weibliche Person aus Monterrey wird regiomontana bezeichnet, die Mehrzahl lautet regiomontanos bzw., wenn nur weibliche Personen bezeichnet werden, regiomontanas. Es werden aber nicht nur die in Monterrey geborenen bzw. dort lebenden Personen so bezeichnet, sondern im Allgemeinen alles, was im Zusammenhang mit der Stadt steht.

## Herkunft
Der Name der Stadt Monterrey besteht aus den Worten monte (dt. Berg) und rey (dt. König), ist also ein monte regio (dt. königlicher Berg). Ein monte regio hat dieselbe Bedeutung wie ein regio monte und von daher abgeleitet werden Personen und Dinge aus Monterrey als regiomontanos bezeichnet.

## Sonstiges
- Das Derby zwischen den beiden bedeutendsten Fußballmannschaften des Großraums von Monterrey, dem CF Monterrey und den UANL Tigres, wird als Clásico Regiomontano bezeichnet.